# Paroisse Bienheureuse Anuarite Isiro
 (janvier 2025).
La Paroisse Bienheureuse Anuarite  d’Isiro se situe en République Démocratique du Congo, dans la province du Haut-Uele. Elle est dédiée à la Bienheureuse Sœur Marie-Clémentine Anuarite Nengapeta, une religieuse congolaise martyre, béatifiée en 1985 par le pape Jean-Paul II.

## Contexte historique
La fondation de cette paroisse est intimement liée à la mémoire de la Bienheureuse Anuarite, originaire de cette région, qui a marqué l’histoire de l’Église catholique par son courage et son sacrifice. Née en 1939 à Wamba, non loin d’Isiro, Anuarite a rejoint la Congrégation des Sœurs de la Sainte Famille. Elle est morte en 1964, à l’âge de 24 ans, martyrisée lors de la rébellion des Simba pour avoir résisté à des abus.

### Création de la paroisse
La paroisse a été érigée pour honorer sa mémoire et encourager les fidèles à s’inspirer de son témoignage de foi et de fidélité à ses vœux religieux. Depuis sa fondation, la paroisse s’est concentrée sur la formation spirituelle, l’éducation des jeunes, et le développement communautaire.

## Architecture
L’architecture de la Paroisse Bienheureuse Anuarite à Isiro est empreinte de simplicité et de symbolisme religieux, reflétant à la fois les traditions locales et les influences chrétiennes catholiques.
- Mélange d’influences locales et occidentales : Les structures de l’église intègrent des matériaux locaux, comme le bois et la pierre, tout en adoptant une conception en harmonie avec les besoins liturgiques.
- Forme traditionnelle des églises catholiques : L’église suit un plan basilical, avec une nef centrale, des bas-côtés et un espace pour l’autel, favorisant une capacité d’accueil importante pour les fidèles.
- Icônes et vitraux : Des œuvres d’art représentant la Bienheureuse Anuarite, des scènes de sa vie, et d’autres figures bibliques ornent l’intérieur, souvent sous forme de peintures ou de vitraux colorés.
- Simplicité : Fidèle à la mémoire de Sœur Anuarite, l’intérieur de l’église reflète une sobriété qui rappelle la vie humble de cette religieuse martyre.

L’architecture de cette paroisse est donc conçue pour refléter à la fois le patrimoine spirituel de la Bienheureuse Anuarite et pour répondre aux besoins de la communauté chrétienne locale.

## Activités et services
- Liturgies et catéchèse : La paroisse offre des messes régulières, des formations catéchétiques et des sacrements pour les fidèles.
- Commémorations annuelles : Une fête spéciale est organisée chaque année pour célébrer la Bienheureuse Anuarite, notamment le 1er décembre, jour de sa mort.
- Engagement social : La paroisse joue un rôle clé dans l’éducation, la santé, et le soutien aux familles vulnérables dans la région.

La paroisse Bienheureuse Anuarite est aujourd’hui un symbole de foi, de résilience, et de solidarité pour les habitants d’Isiro et du Haut-Uele. Elle continue d’attirer des pèlerins venant rendre hommage à l’héritage spirituel de Sœur Anuarite.

## Adresse
Le Sanctuaire National Bienheureuse Anuarite est situé à Isiro, dans la province du Haut-Uélé, en République Démocratique du Congo.